# USS McFaul (DDG-74)
USS McFaul (DDG-74) je torpédoborec Námořnictva Spojených států amerických třídy Arleigh Burke. Postavila ho loděnice Ingalls Shipbuilding v Pascagoule ve státě Mississippi.

## Konstrukce

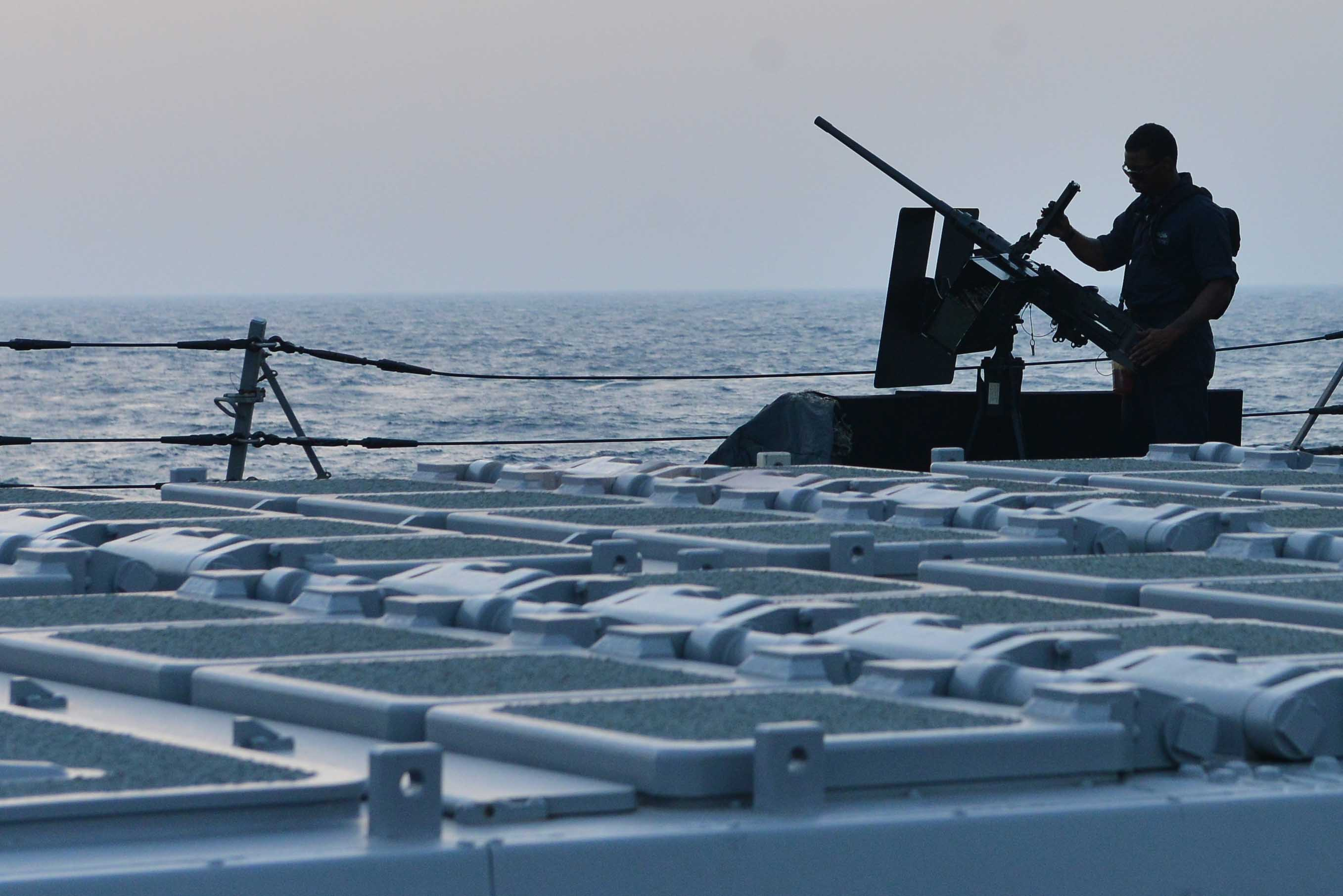
Pohled na vertikální opalovací zařízení Mk 41 a 12,7mm kulomet

McFaul nese devadesát vertikálních vypouštěcích sil Mk 41, soustředěných ve dvou skupinách. Obvykle v nich je padesát šest střel s plochou dráhou letu Tomahawk TLAM, protiletadlové řízené střely Standard SM-2, střely RIM-162 ESSM chránící loď proti protilodním střelám a střely protiponorkového systému ASROC. Protilodní výzbroj tvoří osm protilodních střel RGM-84 Harpoon. Pro blízkou obranu slouží též dva 20mm systémy blízké obrany Phalanx. McFaul nese rovněž jeden 127mm kanón Mk 45 v příďové dělové věži, několik 12,7mm kulometů, 25mm automatické kanóny M242 Bushmaster a dva tříhlavňové torpédomety Mk 32 pro 324mm protiponorková torpéda Mk 46.
Loď pohání čtyři plynové turbíny General Electric LM2500, z nichž každá má výkon 27 000 koní. Vždy jeden pár turbín je umístěn ve společné strojovně a pohání jeden lodní šroub. Nejvyšší rychlost je 30 uzlů.